# Le Maître d'école
Le Maître d'école은 클로드 베리가 감독한 프랑스 영화이다. 1981년에 개봉되었다.

## 출연
- 콜루슈 (Coluche)